# William Agnew (1er baronnet)
Pour les articles homonymes, voir Agnew.
William Agnew, 1er baronnet (20 octobre 1825 - 31 octobre 1910) est un homme politique et un marchand d'art anglais. Thomas Agnew & Sons, son entreprise d'art londonienne à Mayfair est l'une des principales à Londres de 1860, jusqu'à sa fermeture en avril 2013, toujours avec sous la direction de la famille Agnew, et toujours connue sous le nom de "Agnew's Gallery", ou de manière plus informelle. "Agnew's".

## Carrière
Au milieu des années 1860, Agnew et son frère Thomas fournissent le soutien financier indispensable à la maison d'édition Bradbury and Evans, devenant des associés dans l'entreprise. Agnew est un député libéral, d'abord pour le sud-est du Lancashire entre 1880 et 1885 et plus tard pour Stretford de 1885 à 1886. Il est créé baronnet, de Great Stanhope Street, Londres, en 1895.
Il achète les domaines de Rougham à Suffolk, en Angleterre, en 1904.

## Famille

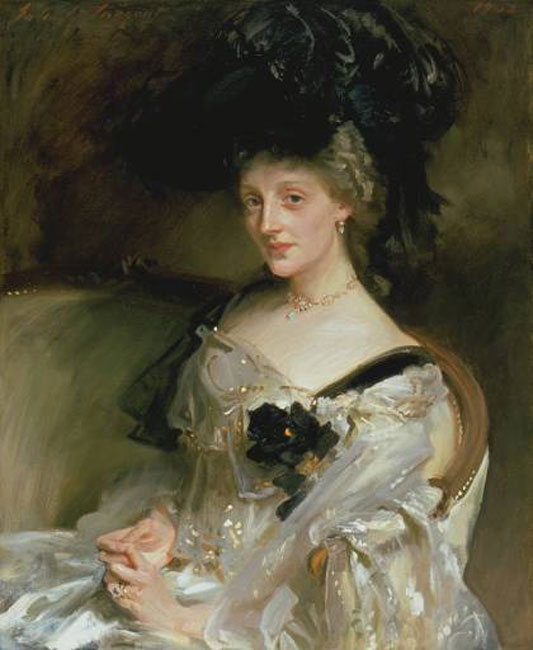
Mme Philip Leslie Agnew, John Singer Sargent, 1902

Il est le fils de Thomas Agnew (1794–1871) et de son épouse Jane Garnet Lockett.
Le 25 mars 1851, il épouse Mary Kenworthy (avant 1836-2 septembre 1892), une fille de George Pixton Kenworthy. Ils ont: 
- Mary Caroline Agnew, décédée le 2 février 1888
- Florence Agnew, décédée le 2 septembre 1890
- George William Agnew (2e baronnet) (en) (19 janvier 1852 - 19 décembre 1941)
- Charles Morland Agnew (14 décembre 1855 - 23 mai 1931)
- Walter Agnew (29 avril 1861 - 17 avril 1915)
- Philip Leslie Agnew (30 juin 1863 - 5 mars 1938)